# Société Ch.Derosne et Cail

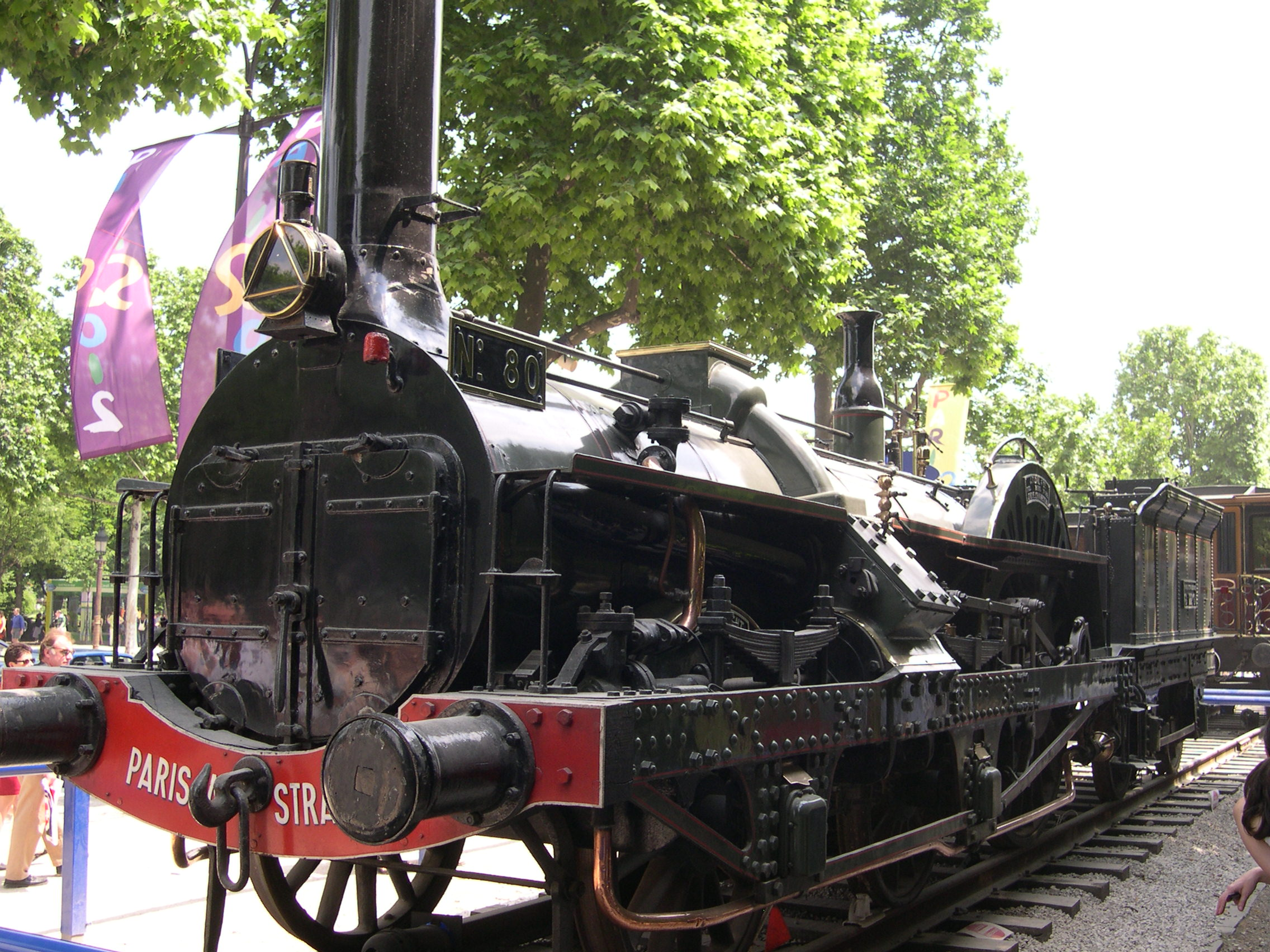
Locomotive Crampton construite par Derosne et Cail.

La Société Ch.Derosne et Cail est une ancienne entreprise française (1836-1848) qui construisait des machines à vapeur pour les sucreries et des locomotives.
Elle est remplacée par la Société J.F Cail & Cie.

## Histoire

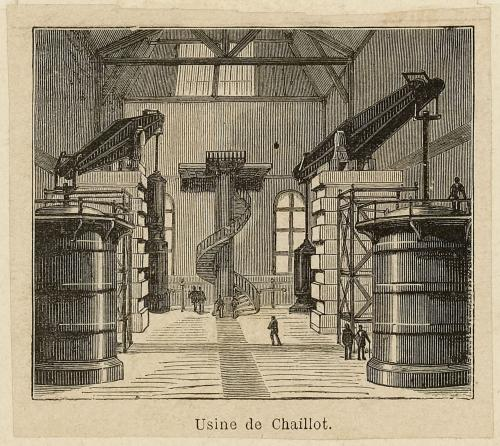
Usine Cail de Chaillot.

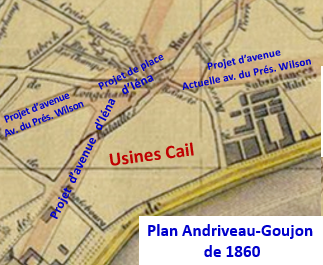
Usine Cail de Chaillot sur plan de 1860.

La Société Ch.Derosne et Cail est créée à Paris le 4 mars 1836, par Messieurs Charles Derosne et Jean-François Cail. Elle succède à l'atelier Ch.Derosne, fondé en 1818.
Le siège social de l'entreprise est situé à Paris dans le quartier de Chaillot, 46, quai de Billy (actuelle avenue de New-York) où une usine de montage de locomotives s'étend autour de l'emplacement de l'actuelle rue Fresnel jusqu'à l'atelier où Charles Derosne s'était établi en 1818 au 7, rue des Batailles (à l'emplacement de l'actuelle avenue d'Iéna).
L'entreprise se développa avec création d'usines à Denain, Bruxelles, Valenciennes, Douai, Amsterdam et à Grenelle à proximité de l'usine de Chaillot sur l'autre rive de la Seine et devint une des plus importantes du monde avec plus de 1 200 ouvriers mécaniciens.
À la révolution de 1848, Jean-François Cail abandonne la direction de son entreprise et l'usine de Grenelle est choisie le 26 mars 1848 pour expérimenter une forme d'autogestion ouvrière qui fut un échec. La production chuta de 68 locomotives en 1848 à 35 en 1849 et aucune ne fut livrée en 1850.
À la suite de ces difficultés économiques, la Société Ch.Derosne et Cail disparaît et est remplacée par la Société J.F Cail & Cie.

## Production
Elle consiste en appareils à vapeur pour sucreries, exportés dans le monde entier, de chaudières pour locomotives, puis de locomotives.
En mars 1838 Schneider Frères et Cie passe commande de huit chaudières tubulaires pour ses locomotives destinées : - deux, à la compagnie du Chemin de fer de Saint-Etienne à Lyon; - six, à la compagnie du Chemin de fer de Paris à Versailles par Saint-Cloud.
En janvier 1845, la compagnie des Chemins de fer du Nord passe commande de huit locomotives de vitesse. En six mois, pour faire face à cette commande et à celles qui suivirent de plusieurs compagnies, la société organise ses ateliers des usines de Chaillot, Grenelle et Denain.
L'entreprise qui avait acquis en 1846 la licence d'exploitation de l'ingénieur anglais Thomas Russel Crampton était en mesure de produire en 1848 quatre locomotives par semaine soit plus que les plus grands établissements anglais.